# Призренац (тврђава)
Призренац је тврђава која се налази 12 km југозападно од Новог Брда на врху узвишице (856 m нмв) која доминира околином.

## Историја
Подигнут је вероватно у 14. веку, ако не и раније попут Прилепца са циљем одбране прилаза утврђеном Новом Брду из правца Гњилана. Град је чинио троугаони (15 m x 17 m x 27 m) Горњи град односно цитадела на самом врху брда и Доњи град односно подграђе које се лепезасто отварало низ падину. Сам Горњи град чинио је округли Донжон на највишој тачки тврђаве (у горњем темену скоро једнакокраког троугла) са две пуне округле куле у друга два темена основе. Доњи град је попречним бедемом подељен на два дела, а у њему се налази већи број зграда. Цео простор тврђаве је данас скоро у потпуности зарушен, али се на основу остатака може наслутуити његов првобитан изглед. Поред остатака три куле и већег броја зграда у склопу некадашњег подграђа, недалеко од простора тврђаве постоје остаци највероватније црквице, што указује да се насеље око Призренца ширило и ван линије заштитних бедема.